# Jach'a Ch'ankha
Jach'a Ch'ankha (aymara, också Jachcha Chankha) är ett berg i Bolivia.   Det ligger i departementet Oruro, i den centrala delen av landet, 210 km nordväst om huvudstaden Sucre. Toppen på Jach'a Ch'ankha är 4 347 meter över havet, eller 208 meter över den omgivande terrängen. Bredden vid basen är 8,8 km.
Terrängen runt Jach'a Ch'ankha är huvudsakligen kuperad. Trakten är glest befolkad.